# Duarte da Costa
Dom Duarte da Costa (* in Portugal; † um 1560 in Portugal) war ein portugiesischer Diplomat, Politiker und Gouverneur. Er war der zweite Generalgouverneur von Brasilien von 1553 bis 1558. Er gehörte dem Orden von Aviz und dem Christusritterorden an.
Daten liegen nur spärlich vor.  Er war Kronrat und Waffenmeister seiner Majestät, später auch Bürgermeister von Lissabon sowie portugiesischer Gesandter am Hofe Karl V. in Spanien.
1553 kam er nach Brasilien. Er plante und organisierte Expeditionen ins Landesinnere, um Mineralien zu suchen und abzubauen. Mit dem Bischof von Salvador da Bahia kamen er und sein Sohn auf unaufhörliche Fehde, die aufgrund des Umganges mit den Eingeborenen eskalierte.
Während seiner Amtszeit führte er einige erfolglose Kämpfe gegen die Eingeborenen der Region Salvador da Bahia. Auch gelang es ihm nicht, die Indigenen für den Abbau von Zuckerrohr zu gewinnen, was am Veto der Kirche scheiterte.
Und er verlor einige Teile der Bucht von Rio de Janeiro für fünf Jahre an die Franzosen. Daher wurde er 1558 abgesetzt und durch Mem de Sá ersetzt.
Er starb 1560 in Portugal.